# 肅州龍屬

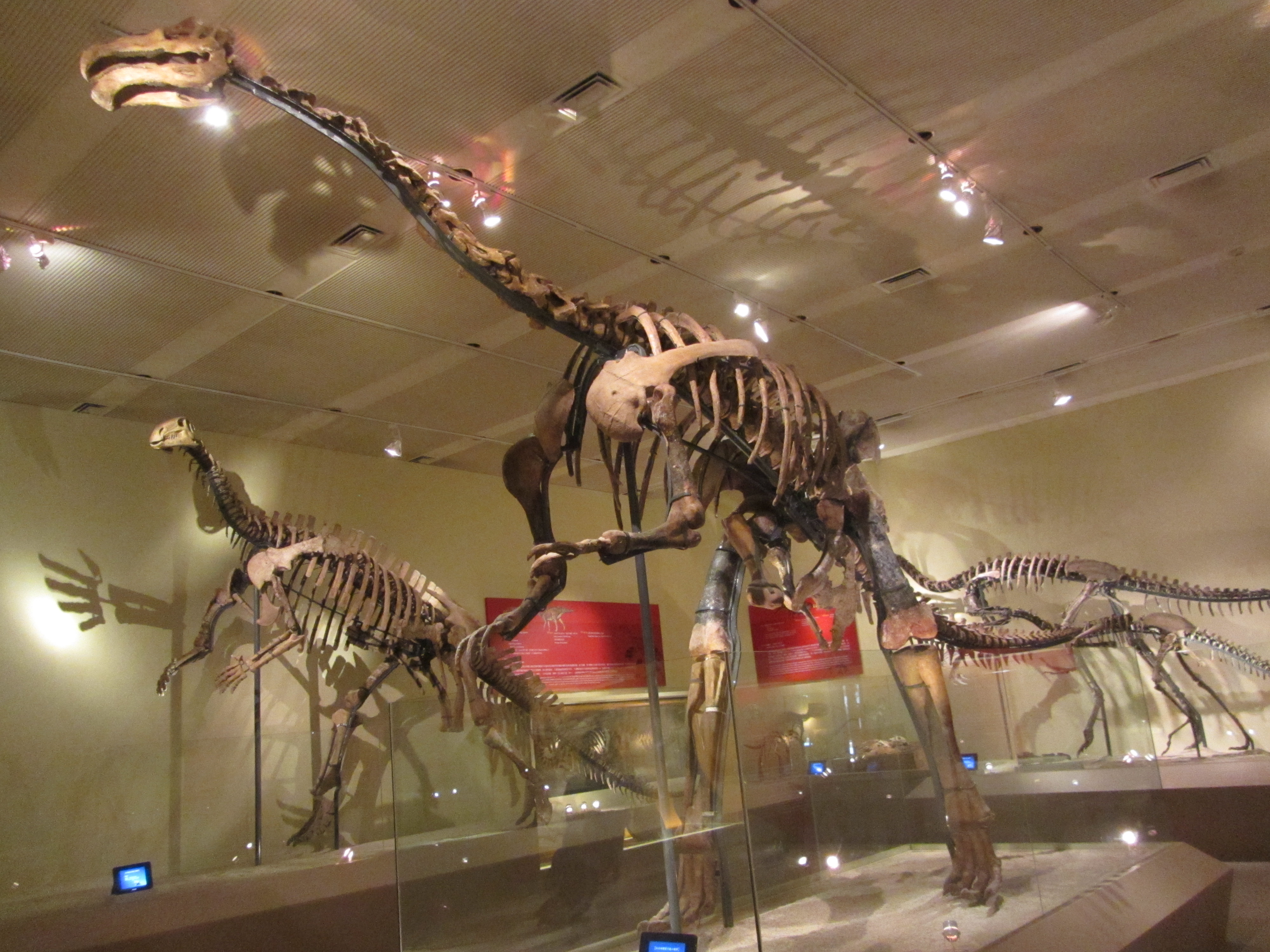
似大地懶肅州龍骨架（前）

肅州龍屬是鐮刀龍超科下的一個屬，生活於白堊紀早期。目前所知的化石發現於中國甘肅省俞井子盆地的新民堡群下部，包含兩個部分顱後骨骼，根據肱骨的特徵，可證實牠們屬於鐮刀龍超科。古生物學家李大慶等人經過親緣分支分類法研究後發現：肅州龍比北票龍及鑄鐮龍衍化，較阿拉善龍及鐮刀龍原始，而牠與懶爪龍互為姊妹分類單元，形成了一個分支。模式種為似大地懶肅州龍（S. megatherioides），肅州龍與可能是同期的步氏南雄龍（Nanshiungosaurus bohlini）都是最大型的下白堊紀鐮刀龍超科恐龍之一。
肃州龙是一种异常大的早白垩世镰刀龙类恐龙，身长 6-8 m，重近 3.1 吨。 上臂与镰刀龙科非常不同，因此肃州龙被归入镰刀龙超科。